# C26H37NO3
化学式C26H37NO3（摩尔质量：411.586 g/mol）可以指：
- 非索罗定，CAS号：286930-02-7
- ETH 8045，CAS号：155056-63-6

|  | 这个同类索引页列出了具有相同分子式的化学物（即同分異構體）条目。 除非您是有意链接至本页，否则应将相应条目的内部链接指向正确的条目。 |